# Твароґі (Мазовецьке воєводство)
Твароґі (пол. Twarogi) — село в Польщі, у гміні Лохув Венґровського повіту Мазовецького воєводства.
Населення — 267 осіб (2011).
У 1975-1998 роках село належало до Седлецького воєводства.

## Демографія
Демографічна структура станом на 31 березня 2011 року:
|          | Загалом | Допрацездатний вік | Працездатний вік | Постпрацездатний вік |
| -------- | ------- | ------------------ | ---------------- | -------------------- |
| Чоловіки | 130     | 28                 | 89               | 13                   |
| Жінки    | 137     | 22                 | 84               | 31                   |
| Разом    | 267     | 50                 | 173              | 44                   |